# Damalis floresana
Damalis floresana là một loài ruồi trong họ Asilidae. Damalis floresana được Frey miêu tả năm 1934. Loài này phân bố ở miền Ấn Độ - Mã Lai.